# 反物质
反物質（英語：Antimatter）在粒子物理學中是反粒子概念的延伸，反物質是由反粒子構成的，如同普通物質是由普通粒子所构成的。例如一顆反質子和一顆反電子（正電子）能形成一個反氫原子，如同電子和質子形成一般物質的氫原子。此外，物質與反物質的結合，會如同粒子與反粒子結合一般，導致兩者湮滅，且因而釋放出高能光子（伽瑪射線）或是其他能量較低的正反粒子對。正反物質湮滅所造成的粒子，賦予的動能等同於原始正反物質對的動能，加上原物質靜止質量與生成粒子靜質量的差，後者通常佔大部分。（愛因斯坦相對論指出，質量與能量是等價的。）
反物質無法在自然界找到，僅有稍縱即逝的少量存在（例如因放射衰變或宇宙射線等現象）。這是由於反物質若非存在於像物理實驗室的人工環境下，則無可避免地隨即與自然界的物質發生碰觸並湮滅。反粒子和一些穩定的反物質（例如反氫）可以以人工製造出極少量，但卻基本不足以達到可對這些物質驗證其理論性的程度（但大量的正電子可由正子斷層造影等儀器產生)。
在科學或科幻方面，焦點環繞在為何所見的宇宙幾乎充滿了物質、是否有其他地方則是幾乎充滿了反物質以及是否能夠駕馭反物質，在現今可見的宇宙範圍中明顯的重子不對稱性成了物理的最大難題之一。許多可能的物理過程都是在探究重子時所發現。

## 歷史

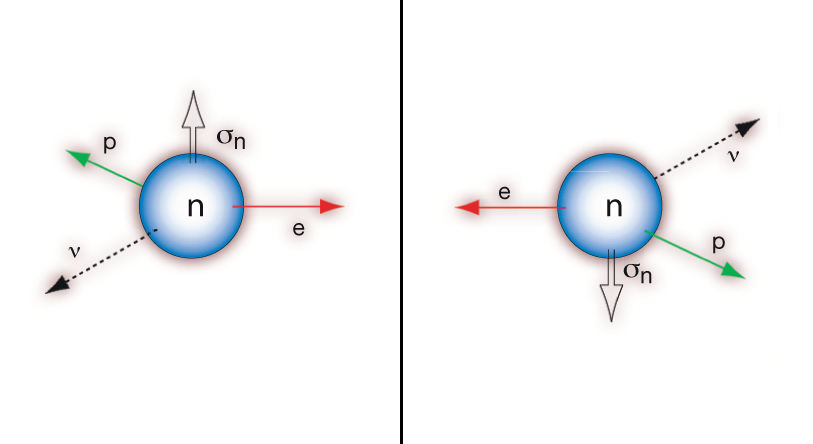
反物質

1927年12月，英国物理学家保罗·狄拉克提出了電子的相對論方程式，即狄拉克方程式。有趣的是，等式中發現除了一般正能量之外的負能量結果。這顯示出一個問題，當電子趨向於朝著最低可能的能階躍遷時；負無限大的能量是毫無意義的。但為了要彌補這條件，狄拉克提出真空狀態中是充滿了負能量電子的「海」，稱作狄拉克之海。任何真實的電子因此會填補這些海中具有正能量的部分。
衍伸這個想法，狄拉克發現海中的這些「洞」則具有正電荷。起初他認為這是質子，但赫爾曼·外爾指出這些洞應該是具有和電子相同的質量。1932年由美国物理学家卡尔·安德森在實驗中證實了正电子的存在。在此期間，反物質有時也常被稱作「反地物質」。雖然狄拉克自己沒有使用反物質這個術語，但是後來的科學家將反質子等粒子稱呼為反物質。完整的反物質元素週期表由夏尔·让内於1929年完成。

## 性質
反质子、反中子和反电子如果像质子、中子、电子那样结合起来就形成了反原子。
反物质和物质一旦相遇，就相互吸引、碰撞並完全转化为光并释放出巨大的能量，这个过程叫做湮灭。湮灭过程会释放出正、反物质中蕴涵的所有静质量能，根据爱因斯坦著名的质能关系式──E=mc²，一种在科学界受到普遍认同的理论认为，宇宙大爆炸早期曾产生了数量相当的物质和反物质，随后发生的物质和反物质的湮灭消耗掉了绝大部分的正、反物质，遗留下的少部分正物质构成了现如今的物质世界。理論上宇宙大爆炸時所產生的粒子與反粒子應該數量相同，但是为什么現今所遺留下來的絕大多數都是正粒子，這即所谓的“正反物质对称性破壞”（對稱性破缺），雖然在幾個粒子对撞试验中，都發現了正粒子與反粒子的衰變略有不同，即所謂的電荷宇稱不守恆（CP破壞），但在數量上仍不足以解釋為何現今反物質消失的問題，這在粒子物理学上仍是一大未解决的问题。

## 應用

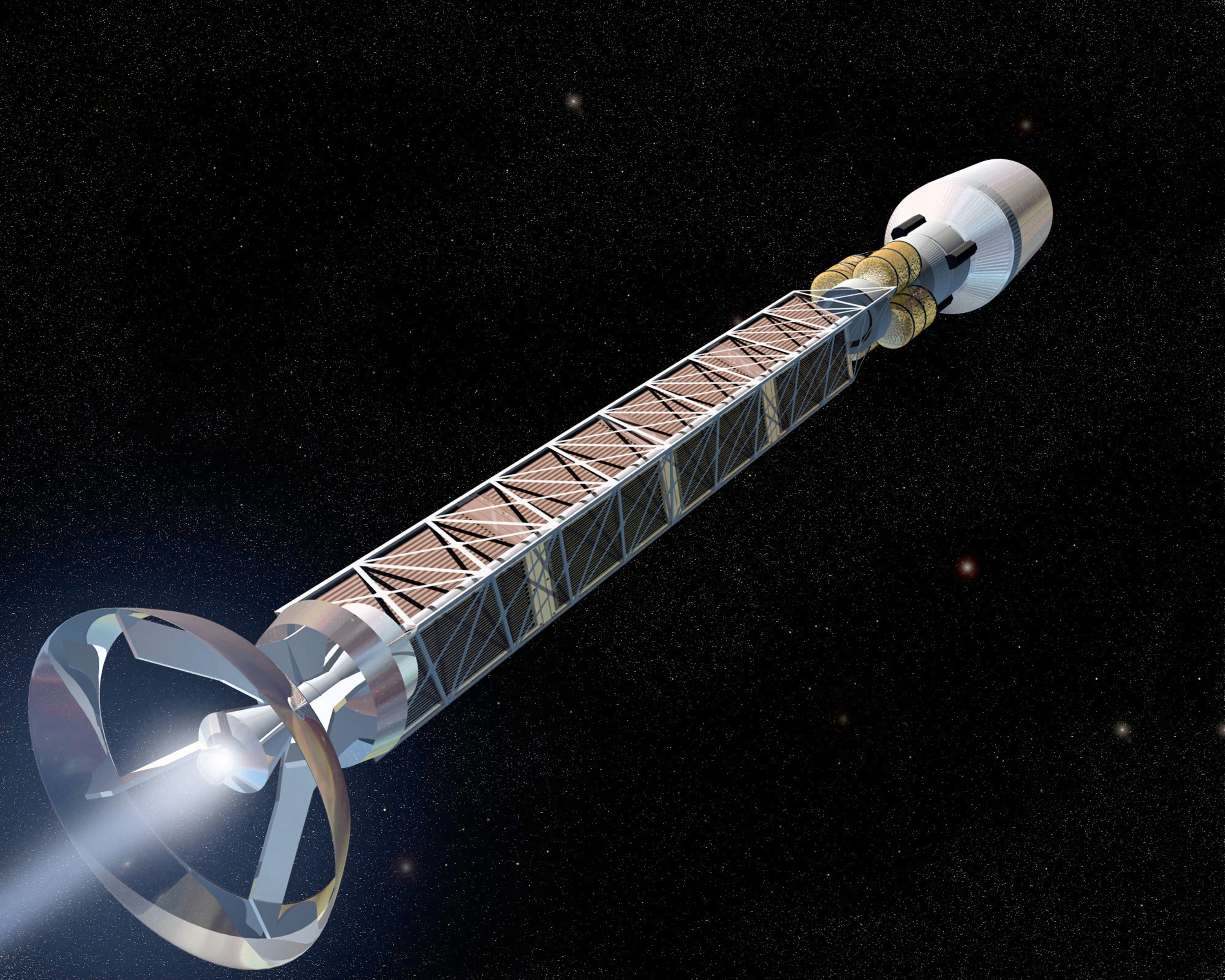
想像中用反物質當燃料的反物質火箭

因為物質與反物質的湮滅時質量可完全轉換成能量，帶來最大的能源效率，且單位產量是核能的千百倍或常規燃料的億兆倍。根据爱因斯坦的质能关系式E=mc2。其中E为湮灭产生能量，m为参与的正物质和反物质湮灭前总静止质量，c为光速≈3x108米/秒。举例来说，二分之一克反物质湮灭所产生的能量大约与广岛市原子弹爆炸所产生的能量相当（即是一克反物质湮灭所产生的能量约为2-3万吨TNT当量，或者是大约200亿千卡），所以一直有人研究其作為新能源的可行性，主要用於很難補給燃料的航天用，甚至作為反物質武器。但是由於目前人為製造反物質的方式，是由加速粒子打擊固定靶產生反粒子，再減速合成的。此過程所需要的能量遠大於湮滅作用所放出的能量，且生成反物質的速率極低，因此尚不具有經濟價值。此外，反物质与物质相遇会发生湮灭，保存上也是一大問題。

## 参阅
- 反粒子
- 量子场论
- 粒子物理学

## 延伸閱讀
- G. Fraser. . Cambridge University Press. 2000. ISBN 978-0-521-65252-0.

## 外部連結
- Freeview Video 'Antimatter' by the Vega Science Trust and the BBC/OU（页面存档备份，存于）
- CERN Webcasts (RealPlayer required)
- What is Antimatter? (from the Frequently Asked Questions at the Center for Antimatter-Matter Studies)
- FAQ from CERN with lots of information about antimatter aimed at the general reader, posted in response to antimatter's fictional portrayal in Angels & Demons
- What is direct CP-violation?
- Animated illustration of antihydrogen production at CERN（页面存档备份，存于） from the Exploratorium.